# Granit de feldespat alcalí

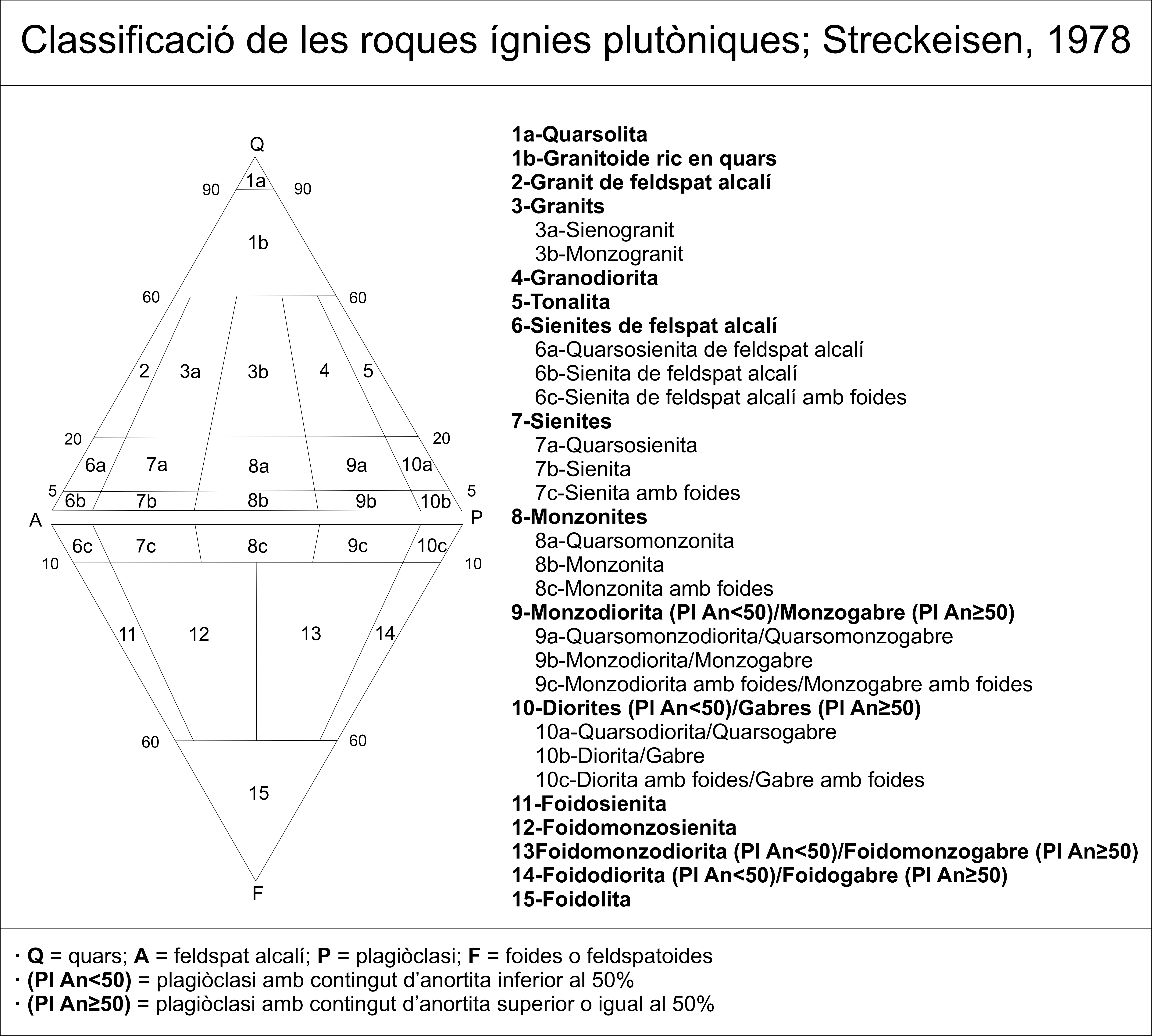
Classificació de les roques ígnies plutòniques segons Streckeisen 1978. El granit de feldespat alcalí es troba al lloc 2.

El granit de feldespat alcalí és una roca ígnia plutònica que presenta un contingut de quars entre el 20 i el 60% i un alt contingut en feldespat alcalí. Algunes varietats s'anomenen com a granit vermell. Es tracta d'una roca fèlsica i un tipus de granit ric en feldespat potàssic. La roca sol presentar una textura fanerítica. L'abundància del feldespat potàssic a la roca li dona la coloració rosada o vermella, puntejada amb alguns minerals màfics.

## Composició química
Tal com es descriu en el diagrama QAPF, el granit de feldespat alcalí conté entre un 20% i un 60% de quars. En els casos que conté menys quars s'anomena sienita de feldespat alcalí. Més del 90% del feldespat es troba en forma de feldespat alcalí.
També es poden trobar altres minerals com ara plagiòclasi, moscovita, biotita, amfíbols (sovint hornblenda); alguns òxids com ara magnetita, ilmenita o ulvoespinel·la i alguns sulfurs i fosfats (apatita).